# Lipotriches hypodonta
Lipotriches hypodonta är en biart som först beskrevs av Cockerell 1905.  Lipotriches hypodonta ingår i släktet Lipotriches och familjen vägbin. Inga underarter finns listade i Catalogue of Life.